# Nuncia arcuata
Nuncia arcuata är en spindeldjursart. Nuncia arcuata ingår i släktet Nuncia och familjen Triaenonychidae.

## Underarter
Arten delas in i följande underarter:
- N. a. aorangiensis
- N. a. arcuata